# Cantó de Plèus
El cantó de Plèus és un cantó francès del departament del Cantal, situat al districte de Mauriac. Té 8 municipis i el cap és Plèus.

## Municipis
- Ali
- Barriac-les-Bosquets
- Brageac
- Chaucenac
- Escorailles
- Plèus
- Saint-Martin-Cantalès
- Santa Eulàlia

## Història
| Data d'elecció                           | Identitat      | Partit           | Qualitat |
| ---------------------------------------- | -------------- | ---------------- | -------- |
| 1958-1970                                | Léon Chancel   | PCF              |          |
| 1970-2001                                | Jean Chanut    | UDR, després RPR |          |
| 2001-                                    | Jean-Yves Bony | RPR, després UMP |          |
| les dades anteriors no són pas conegudes |                |                  |          |
|                                          |                |                  |          |

## Demografia
| 1962  | 1968  | 1975  | 1982  | 1990  | 1999  | 2007  |
| ----- | ----- | ----- | ----- | ----- | ----- | ----- |
| 4.894 | 5.370 | 4.852 | 4.303 | 3.862 | 3.491 | 3.252 |